# Ctenopelma flammator
Ctenopelma flammator är en stekelart som beskrevs av Aubert 1985. Ctenopelma flammator ingår i släktet Ctenopelma och familjen brokparasitsteklar. Inga underarter finns listade i Catalogue of Life.